# Késsef Mixné
El Késsef Mixné (en hebreu: כסף משנה) és un comentari de l'obra del Mixné Torà, l'obra del Rambam Maimònides. El Késsef Mixné va ser escrit pel Rabí Yossef Qaro, en la localitat de Nikopol, i va ser publicat a Venècia entre els anys 1574 i 1575. En la introducció de la seva obra, l'autor escriu que el seu objectiu era citar la font de cada llei que apareix en el Mixné Torà, i defensar l'obra del Rambam, dels arguments del Ravad, el Rabí Abraham ben David.
El Mixné Torà (en hebreu: משנה תורה) és un codi de lleis jueves religioses, realitzat pel Rabí Maimònides, una important autoritat sefardita, qui també és conegut com el "Rambam". El Mixné Torà va ser compilat entre els anys 1170 i 1180, mentre Maimònides vivia a Egipte. Aquest llibre és considerat com una de les majors obres legals de Maimònides. El Mixné Torà és una compilació sistemàtica de totes les opinions normatives de la Halacà (la llei jueva), i incorpora material del Talmud i dels seus comentaris. Va ser escrit en un hebreu senzill, similar al de la Mixnà.